# Безденежные (Верхошижемский район)
Безденежные — деревня в Верхошижемском районе Кировской области в составе Косинского сельского поселения.

## География
Находится на расстоянии примерно 6 км на северо-запад от районного центра посёлка Верхошижемье. 

## История
Известна с 1719 года как починок Мелихинской с населением 25 душ мужского пола, в 1764 104 жителя. В 1873 году здесь (починок Омелихинской или Безденежны или Артамоновы) дворов 37 и жителей 267, в 1905 51 и 335, в 1926 (уже деревня Безденежные или Омелихинский) 66 и 346, в 1950 48 и 136. В 1989 году проживало 89 человек. 

## Население
Постоянное население  составляло 67 человек (русские 99%) в 2002 году, 45 в 2010.

## Достопримечательности
В деревне есть самодельная обсерватория, созданная местным жителем Виктором Одинцовым.